# Gran Premi d'Espanya de Motocròs 250cc 1988
L'edició de 1988 del Gran Premi d'Espanya de Motocròs 250cc fou la 24a d'aquesta prova. Organitzat pel Motoclub Illa d'Eivissa, el Gran Premi era la segona prova del Campionat del Món d'aquell any i tingué lloc el cap de setmana del 23 i 24 d'abril al circuit de l'Hipòdrom de Sant Rafel, a Sant Rafel de sa Creu (Eivissa). Hi assistiren 5.000 espectadors.
Després de dues temporades sense convocar-se, el Gran Premi de 250cc tornava als Països Catalans. En aquesta ocasió ho feia a l'illa d'Eivissa gràcies a la iniciativa de Francesc Bufí, empresari i president del Motoclub Illa d'Eivissa (entitat que organitzava de feia anys els Dos Dies de Trial Illa d'Eivissa). L'escenari triat per a l'esdeveniment fou un circuit provisional habilitat dins les instal·lacions de l'hipòdrom de Sant Rafel, però diversos factors -entre d'altres, el fet de celebrar-se en una illa- varen fer que la prova no tingués gaire ressò i que l'assistència de públic fos minvada.

## Curses

### Primera mànega
| Posició | Pilot             | Motocicleta |
| ------- | ----------------- | ----------- |
| 1       | Michele Fanton    | Yamaha      |
| 2       | Rodney Smith      | Suzuki      |
| 3       | Jeremy Whatley    | Suzuki      |
| 4       | Roland Diepold    | Kawasaki    |
| 5       | Peter Dircks      | Honda       |
| 6       | Pekka Vehkonen    | Cagiva      |
| 7       | Anders Eriksson   | Yamaha      |
| 8       | Soren Mortensen   | Kawasaki    |
| 9       | John van den Berk | Yamaha      |
| 10      | Giuseppe Andreani | Honda       |

### Segona mànega
| Posició | Pilot             | Motocicleta |
| ------- | ----------------- | ----------- |
| 1       | John van den Berk | Yamaha      |
| 2       | Rodney Smith      | Suzuki      |
| 3       | Michele Fanton    | Yamaha      |
| 4       | Roland Diepold    | Kawasaki    |
| 5       | Jeremy Whatley    | Suzuki      |
| 6       | Peter Dircks      | Honda       |
| 7       | Peter Johansson   | Yamaha      |
| 8       | Anders Eriksson   | Yamaha      |
| 9       | Soren Mortensen   | Kawasaki    |
| 10      | Luigi Cesari      | Kawasaki    |

## Classificació final
| Posició | Pilot             | Motocicleta | Punts |
| ------- | ----------------- | ----------- | ----- |
| 1       | Michele Fanton    | Yamaha      | 4     |
| 2       | Rodney Smith      | Suzuki      | 4     |
| 3       | Jeremy Whatley    | Suzuki      | 8     |
| 4       | Roland Diepold    | Kawasaki    | 8     |
| 5       | John van den Berk | Yamaha      | 10    |
| 6       | Peter Dircks      | Honda       | 11    |
| 7       | Anders Eriksson   | Yamaha      | 15    |
| 8       | Soren Mortensen   | Kawasaki    | 17    |
| 9       | Peter Johansson   | Yamaha      | 21    |
| 10      | Luigi Cesari      | Kawasaki    | 25    |